# Liste der Baudenkmäler in Aystetten
Auf dieser Seite sind die Baudenkmäler in der schwäbischen Gemeinde Aystetten zusammengestellt. Diese Tabelle ist eine Teilliste der Liste der Baudenkmäler in Bayern. Grundlage ist die Bayerische Denkmalliste, die auf Basis des Bayerischen Denkmalschutzgesetzes vom 1. Oktober 1973 erstmals erstellt wurde und seither durch das Bayerische Landesamt für Denkmalpflege geführt wird. Die folgenden Angaben ersetzen nicht die rechtsverbindliche Auskunft der Denkmalschutzbehörde.

## Baudenkmäler nach Ortsteilen

### Aystetten
| Lage                      | Objekt                                  | Beschreibung | Akten-Nr.             | Bild                 |
| ------------------------- | --------------------------------------- | --- | --------------------- | -------------------- |
| Hauptstraße 29 (Standort) | Alte Katholische Pfarrkirche St. Martin | Saalbau mit eingezogenem, dreiseitig geschlossenem Chor und nördlichem Satteldachturm, im Kern wohl Ende 15. Jahrhundert, Turmobergeschosse modern bezeichnet „1566“, um 1730 Ausbau und Erweiterung des Langhauses nach Westen; mit Ausstattung | D-7-72-117-1 Wikidata | weitere Bilder       |
| Hauptstraße 31 (Standort) | Ehemaliges Pfarrhaus                    | Zweigeschossiger Walmdachbau, 1753 | D-7-72-117-2 Wikidata | Ehemaliges Pfarrhaus |
| Schloß 1, 2, 3 (Standort) | Von Stettensches Schloss                | Dreigeschossiger Satteldachbau. Südteil (Altbau) im Kern 2. Hälfte 16. Jahrhundert, Ende 17. Jahrhundert erneuert, Nordteil (Neubau), um 1740; mit Ausstattung; Nebengebäude im Ostteil des Schlosshofes, Satteldachbau, im Kern wohl 18. Jahrhundert, stark erneuert Einfahrtstor mit Fußgängerpforte und Torhäuschen, 17./18. Jahrhundert Parkmauer, zum Teil niedergelegt mit zwei Schalentürmen, Strebepfeilern und zwei schmiedeeisernen Gittern, wohl zweite Hälfte 17. Jahrhundert und 1785 Pavillon an der Südostecke der Mauer, zweite Hälfte 16. Jahrhundert, umgebaut zweite Hälfte 18. Jahrhundert | D-7-72-117-4 Wikidata | weitere Bilder       |

### Louisenruh
| Lage                   | Objekt                             | Beschreibung | Akten-Nr.             | Bild           |
| ---------------------- | ---------------------------------- | --- | --------------------- | -------------- |
| Luisenruh 1 (Standort) | Sogenanntes Schlösschen Louisenruh | Eingeschossiger Bau mit südlicher erkerartig vorgezogener Mittelachse und Mansardwalmdach, von Balthasar von Hößlin, wohl 1793 Nebengebäude, langgestreckter Bau mit ursprünglich zwei Seitenrisaliten und Mittelrisalit, um 1800, östliches Drittel abgebrochen | D-7-72-117-5 Wikidata | weitere Bilder |

## Ehemalige Baudenkmäler
In diesem Abschnitt sind Objekte aufgeführt, die früher einmal in der Denkmalliste eingetragen waren, jetzt aber nicht mehr. Objekte, die in anderem Zusammenhang also z. B. als Teil eines Baudenkmals weiter eingetragen sind, sollen hier nicht aufgeführt werden. Aktennummern in diesem Abschnitt sind ehemalige, jetzt nicht mehr gültige Aktennummern.

| Lage                                | Objekt          | Beschreibung                                  | Akten-Nr. | Bild            |
| ----------------------------------- | --------------- | --------------------------------------------- | --------- | --------------- |
| Aystetten Hauptstraße 47 (Standort) | Gasthaus Hirsch | Satteldachbau, 2. Hälfte des 18. Jahrhunderts |           | Gasthaus Hirsch |